# Ciclismo ai Giochi della XXIX Olimpiade - Inseguimento individuale femminile
Le gare di Inseguimento individuale femminile dei Giochi della XXIX Olimpiade furono corse dal 15 al 17 agosto al Laoshan Velodrome, in Cina. La medaglia d'oro fu vinta dalla britannica Rebecca Romero.
Vide la partecipazione di 13 atleti.

## Risultati

### Round di qualificazione
Il round di qualificazione vide le tredici partecipanti gareggiare una contro l'altra in gare da due. Le atlete con i migliori otto tempi passarono al turno successivo.
| Manche | Atleta               | Tempo    | Pos. | Note |
| ------ | -------------------- | -------- | ---- | ---- |
| 1      | Evelyn Garcia        | 3'56"849 | 13   |      |
| 2      | Lada Kozlíková       | 3'39"561 | 8    | Q    |
| 2      | Svetlana Pauliukaitė | 3'45"691 | 12   |      |
| 3      | Karin Thürig         | 3'40"862 | 9    |      |
| 3      | Verena Jooß          | 3'34"480 | 11   |      |
| 4      | María Luisa Calle    | 3'41"175 | 10   |      |
| 4      | Vilija Sereikaite    | 3'36"063 | 6    | Q    |
| 5      | Lesya Kalitovska     | 3'31"942 | 3    | Q    |
| 5      | Alison Shanks        | 3'34"312 | 4    | Q    |
| 6      | Sarah Hammer         | 3'35"471 | 5    | Q    |
| 6      | Wendy Houvenaghel    | 3'28"443 | 1    | Q    |
| 7      | Rebecca Romero       | 3'28"641 | 2    | Q    |
| 7      | Katie Mactier        | 3'38"175 | 7    | Q    |

### Primo turno
Il primo turno vide l'accoppiamento delle atlete in base ai tempi del turno precedente, quindi la prima contro l'ottava e così via. Le vincitrici di ogni gara passarono al turno finale: le vincitrici con i due migliori tempi si affrontarono per l'oro e le restanti due per il bronzo.
Nota: DNF ritirata, OVL sorpassata
| Manche | Atleta            | Tempo    | Pos. | Note |
| ------ | ----------------- | -------- | ---- | ---- |
| 1      | Alison Shanks     | 3'32"478 | 4    | Q    |
| 1      | Sarah Hammer      | 3'34"237 | 5    |      |
| 2      | Lesya Kalitovska  | 3'31"785 | 3    | Q    |
| 2      | Vilija Sereikaite | 3'36"808 | 6    |      |
| 3      | Rebecca Romero    | 3'27"703 | 1    | Q    |
| 3      | Katie Mactier     | 3'37"296 | 7    | OVL  |
| 4      | Wendy Houvenaghel | 3'27"829 | 2    | Q    |
| 4      | Lada Kozlíková    | DNF      | 8    |      |

### Turno finale
Le due atlete con i migliori tempi del secondo turno si affrontarono per la medaglia d'oro, mentre le altre due per il bronzo.
Gara per l'oro
| Pos. | Atleta            | Tempo    | Note |
| ---- | ----------------- | -------- | ---- |
| 1    | Rebecca Romero    | 3'28"321 |      |
| 2    | Wendy Houvenaghel | 3'30"395 |      |

Gara per il bronzo
| Pos. | Atleta           | Tempo    | Note |
| ---- | ---------------- | -------- | ---- |
| 3    | Lesya Kalitovska | 3'31"413 |      |
| 4    | Alison Shanks    | 3'34"156 |      |